# Majestade de Todos os Santos (Giotto)
Majestade de Todos os Santos, Madona Entronizada, ou Maestà di Ognissanti (em italiano), é uma pintura em têmpera sobre painel de madeira do artista italiano Giotto di Bondone, atualmente na Galeria Uffizi de Florença, Itália.
A pintura tem o tema cristão tradicional da Virgem Maria e o Menino Jesus sentado em seu colo em um trono com santos e anjos cercando-os por todos os lados. Essa representação particular da Virgem, entronizada e cercada por uma companhia semelhante à corte, é chamada de Maestà, uma representação popular na época. É frequentemente celebrada como a primeira pintura da Pintura da Renascença Italiana devido ao seu naturalismo recém-descoberto e escapar das restrições da arte ítalo-bizantina e gótica.
É geralmente datado de cerca de 1310. Embora os historiadores tenham tido dificuldade em encontrar informações específicas para atribuir indiscutivelmente muitas das obras de Giotto ao artista, esta é uma peça, entretanto, para a qual existem alguns documentos que apoiam sua criação por Giotto. 